# اتحاد مرشدات ساحل العاج
اتحاد مرشدات ساحل العاج هو المنظمة الإرشادية الوطنية في ساحل العاج تأسس الاتحاد في عام 1937، وأصبح عضوا كامل العضوية في الجمعية العالمية للمرشدات وفتيات الكشافة في عام 1963. الاتحاد موجّه فقط للفتيات ويضم 1900 عضوة (اعتبارا من 2008).